# Sylvester Stallone
Sylvester Enzio Stallone (n. 6 iulie 1946, New York City, New York, SUA) este un actor, regizor și scenarist american. A devenit extrem de cunoscut, chiar legendar, prin roluri principale interpretate în filme de acțiune precum Rocky și Rambo. În anii '80 a fost printre cei mai bine plătiți actori de la Hollywood. În 2015 a primit Globul de Aur pentru cel mai bun actor în rol secundar în filmul Creed. Este adesea numit în presă „Sly”. 

## Date biografice
Sylvester Gardenzio Stallone s-a născut în cartierul "Hell's Kitchen" (Bucătăria iadului) din New York. Tatăl său, Frank, este un imigrant din Gioia del Colle (oraș din regiunea Puglia, Italia), frizer de profesie, iar mama, Jacqueline, este de origine franceză. Sylvester are un frate mai tânăr, Frank jr. (cântăreț și actor) și o soră (după tată), Toni Ann. Părinții săi au avut o căsnicie dificilă, separându-se de mai multe ori și în final divorțând pe când Sylvester avea 11 ani. Aceste evenimente au avut un mare impact în comportamentul lui Sylvester, acesta fiind suspendat și exmatriculat din mai multe școli pentru absențe și bătăi cu alți elevi. În final a fost trimis la Colegiul American din Geneva, Elveția, un liceu special pentru elevi "cu probleme", unde a fost votat ca și "candidat la scaunul electric".
Întors în Statele Unite, Stallone a urmat cursurile de dramă la Universitatea din Miami și a început să scrie primele scenarii. S-a lăsat de facultate ca să devină actor în New York City, dar rolurile s-au lăsat așteptate. A obținut câteva roluri în piese de "teatru de avangardă" (nude) și a apărut chiar și într-un film semi-pornografic intitulat "Petrecere la Kitty și armăsarul" (Party at Kitty & Stud's).
Deși obține roluri minore în filme ca "Bananas" și "Prizonierul de pe Strada 9", alături de Woody Allen și respectiv Jack Lemmon, în 1971 este respins pentru "Nașul" (The Godfather). În 1973, Stallone avusese deja audiții la aproape toate agențiile de actori din New York și sute de teste pentru diferite roluri, fără succese notabile. Între roluri, lucrează tot felul de slujbe slab plătite: ajutor de bucătar, vânzător de pește, curățitor de cuști la zoo și ușier la un cinematograf. Aici o cunoaște pe Sasha, o casieriță, cu care se căsătorește în 1974. În această perioadă a scris din ce în ce mai mult, așteptând un rol care să-l facă celebru. Prima ocazie a avut-o tot în 1974, când a obținut unul din rolurile principale din filmul "Lorzii din Flatbush" (The Lords of Flatbush). Tot cu acest film a obținut și prima creditare ca scenarist pentru "dialoguri adiționale".
Cu banii câștigați prin acest film, Sylvester și Sasha s-au mutat la Hollywood. A urmat din nou o serie de audiții la agenții și studiouri, în urma cărora a obținut câteva roluri episodice în filme și seriale tv. În acest timp a continuat să scrie, suportat financiar de Sasha.

### Rocky
Cel mai popular personaj creat de Sylvester Stallone, Rocky Balboa, a luat viață într-o noapte de la sfârșitul lunii martie 1975, după vizionarea meciului de box dintre legendarul campion Muhammad Ali și un necunoscut, Chuck Wepner, care a reușit să reziste loviturilor lui Ali, pierzând prin decizia arbitrilor, dar reușind să-l trimită la podea pe campion și să câștige admirația publicului. Inspirat, Stallone s-a încuiat într-o cameră timp de trei zile, în care a scris scenariul filmului. Mai mulți producători s-au arătat interesați de scenariu, dar Stallone a insistat că nu-l vinde decât cu condiția să joace el însuși în rolul titular. Ofertele au crescut substanțial, de la câteva zeci de mii de dolari, la peste o sută, producătorii dorind o vedetă consacrată ca Robert Redford, Burt Reynolds sau Ryan O'Neal în rolul principal. Deși nu mai avea în cont decât aproximativ $100, Stallone s-a ținut ferm pe poziție. Ofertele au urcat la $200 000 și peste. În cele din urmă, au căzut de acord că Stallone va interpreta rolul, cu condiția ca bugetul filmului să nu depășească un milion de dolari.
În cele din urmă, filmul a fost finalizat pentru aproximativ $1.1 milioane, și a devenit unul din cele mai mari succese de casă din toate timpurile, încasând aproape $120 de milioane în Statele Unite și Canada, și aproape $100 de milioane în restul lumii. De asemenea, filmul a fost nominalizat la 10 premii Oscar, din care a câștigat trei, între care și cel mai important, pentru cel mai bun film al anului. Sylvester a fost nominalizat ca cel mai bun actor și cel mai bun scenarist. În istoria filmului, doar patru vedete se pot mândri cu distincția de a fi nominalizați la Oscar în același an ca actor și scenarist: Charlie Chaplin, Orson Welles, Woody Allen și Sylvester Stallone.
Instantaneu Stallone s-a trezit între cele mai mari nume din Hollywood. El a reluat rolul Rocky de cinci ori în următoarele trei decenii (Rocky II (1978), Rocky III (1982), Rocky IV (1985), Rocky V (1990) și Rocky Balboa (2006), semnând scenariul și regia la toate, cu excepția părții a cincea, regizată de John Avildsen, care a regizat și prima parte), mai ales atunci când alte filme ale sale nu au avut succesul așteptat.
Seria Rocky a transformat treptele Muzeului de Artă din Philadelphia, unde are loc una din scenele memorabile ale filmului, într-o atracție turistică în întreaga lume.
Pe lista celor mai populari eroi de film, realizată de Institutul American de Film (AFI) în 2003, Stallone se află pe locul șapte ca Rocky Balboa, în urma lui Gregory Peck (Atticus Finch), Harrison Ford (Indiana Jones), Sean Connery (James Bond), Humphrey Bogart (Rick Blaine), Gary Cooper (Will Kane) și Jodie Foster (Clarice Starling).

### Rambo

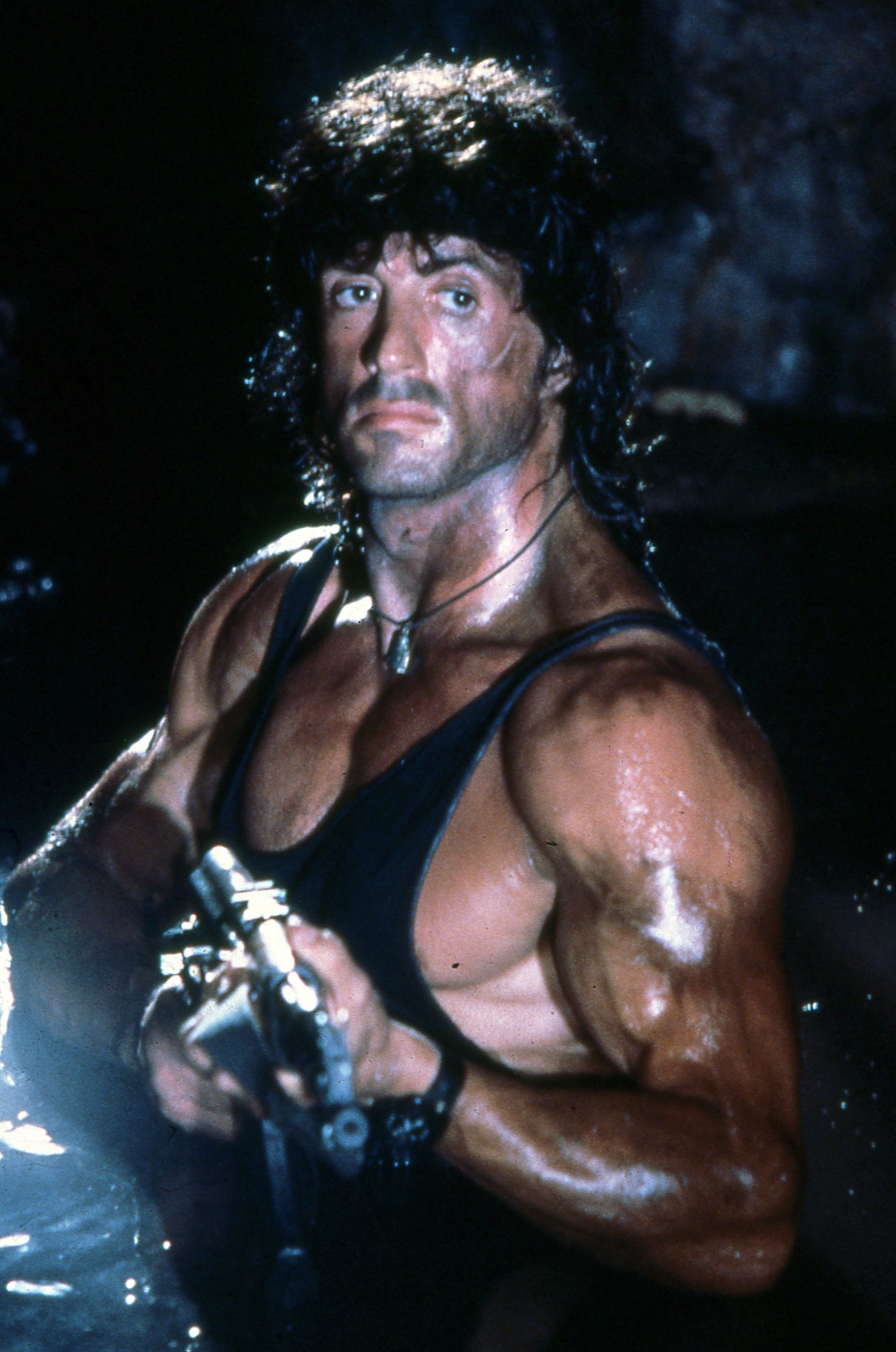
Stallone ca John Rambo în Rambo III (1988)

Al doilea personaj care l-a menținut pe Stallone în topul celor mai bine plătiți actori din lume până la sfârșitul anilor 90 a fost John Rambo, veteran al războiului din Vietnam.
În 1982, după eșecul comercial al filmelor F.I.S.T., Șoimii nopții, Aleea paradisului și Drumul spre victorie, se părea că publicul nu îl acceptă pe Stallone decât în rolul care l-a consacrat - Rocky Balboa. Dorind să ofere ceva nou spectatorilor, Stallone a acceptat să joace într-un film care a fost pasat de la un studio la altul timp de aproape de zece ani, având atașat succesiv aproape toți actorii de filme de acțiune din acei ani. În ciuda faptului că a acceptat rolul, Stallone nu a fost deloc optimist referitor la succesul filmului, fiind convins că personajul era prea sumbru pentru gustul majorității. Totuși prima parte a seriei, First Blood (1982) - Singur contra tuturor, s-a dovedit a fi un succes neașteptat, costând doar $14 milioane și încasând aproape $50 milioane în America de Nord și alte aproape $80 milioane în restul lumii.
Rambo nu a intrat în cultura populară decât în 1985, după apariția părții a doua, Rambo: First Blood Part II - Misiune în apocalips, care s-a bucurat de un succes imens, încasând $150 milioane în America de Nord și alte $150 milioane în restul lumii, la un buget de aproximativ $44 milioane. În 1985, ca urmare a lansării pe marile ecrane a filmelor Rocky IV și Rambo: First Blood Part II, Stallone a devenit cea mai mare vedetă de cinema din lume.
Rambo III (1988) - Prețul prieteniei nu s-a bucurat de același succes în America, deși a fost foarte popular în Asia.
Al patrulea film din serie, intitulat simplu Rambo- (Până în iad și înapoi), a apărut pe marile ecrane în luna ianuarie 2008.

## Filmografie
- 1971: Bananas

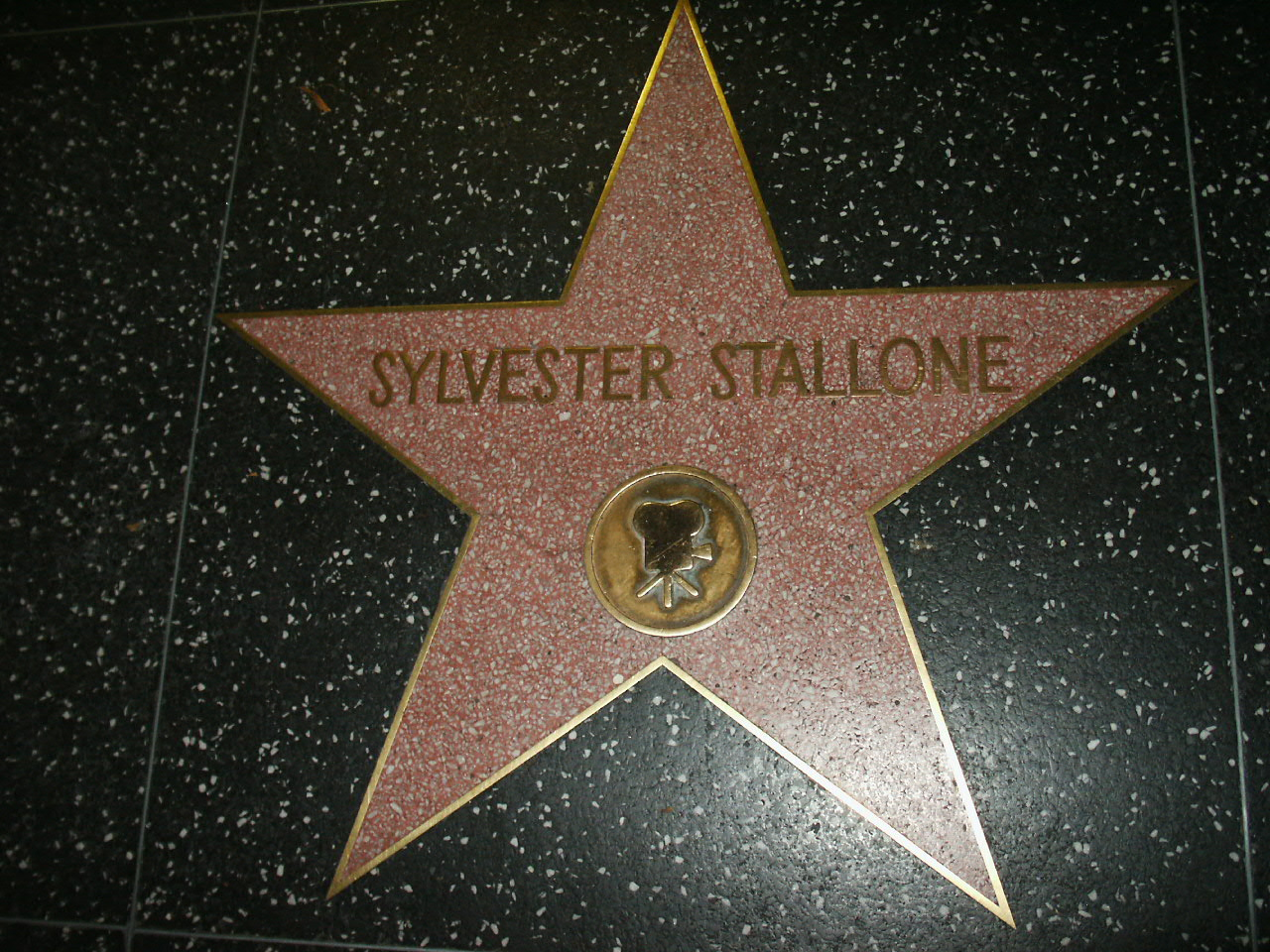
Steaua lui Stallone de pe Hollywood Walk of Fame

Sylvester Stallone la filmările pentru Driven din vara anului 2000

- 1974: The Lords of Flatbush (actor și scenarist)
- 1975: Farewell, My Lovely
- 1975: Death Race 2000
- 1975: Capone
- 1975: The Prisoner of Second Avenue
- 1975: No Place to Hide
- 1976: Rocky (actor și scenarist)
- 1976: Cannonball
- 1978: Paradise Alley (Aleea Paradisului) (actor, scenarist și regizor)
- 1978: F.I.S.T. (actor și scenarist)
- 1979: Rocky II (actor, scenarist și regizor)
- 1981: Escape to Victory (Drumul spre victorie)
- 1981: Nighthawks (Șoimii Nopții)
- 1982: First Blood (Rambo I) (actor și scenarist)
- 1982: Rocky III (actor, scenairst și regizor)
- 1983: Staying Alive (cameo; de asemenea scenarist, producător și regizor)
- 1984: Rhinestone (actor și scenarist)
- 1985: Rocky IV (actor, scenarist și regizor)
- 1985: Rambo: First Blood Part II (actor și scenarist)
- 1986: Cobra (actor și scenarist)
- 1987: Over The Top (actor și scenarist)
- 1988: Rambo III (actor și scenarist)
- 1989: Tango & Cash
- 1989: Lock Up (După gratii)
- 1990: Rocky V (actor și scenarist)
- 1991: Oscar
- 1992: Stop! Or My Mom Will Shoot (Stai sau trage mama!)
- 1993: Luptă la înălțime -- Cliffhanger (actor și scenarist)
- 1993: Demolition Man (Demolatorul)
- 1994: The Specialist (Specialistul)
- 1995: Assassins (Asasini)
- 1995: Judge Dredd (Judecătorul)
- 1996: Daylight
- 1997: An Alan Smithee Film: Burn Hollywood Burn (cameo)
- 1997: Cop Land
- 1998: Antz (Furnicuțe) (voce)
- 2000: Get Carter
- 2001: Driven (actor și scenarist)
- 2002: D-Tox lansat pe DVD sub titlul Eye See You
- 2002: Avenging Angelo
- 2003: Taxi 3  (cameo)
- 2003: Shade
- 2003: Spy Kids 3D: Game Over
- 2006: Rocky Balboa (actor, scenarist și regizor)
- 2008: Rambo (actor, scenarist și regizor)
- 2010: Eroi de sacrificiu (actor, scenarist și regizor)
- 2012: Eroi de sacrificiu 2 (actor, scenarist și regizor)
- 2012: Glonț în cap - Jimmy Bobo
- 2013: Escape Plan - Ray Breslin
- 2013: Grudge Match - Henry „Razor” Sharp
- 2014: Eroi de sacrificiu 3 - Barney Ross
- 2014: Reach Me - Gerald
- 2015: Creed - Rocky Balboa
- 2015: Ratchet & Clank - Victor (voce)
- 2016: Animal Crackers - Bullet-Man (voce)
- 2017: Guardians of the Galaxy Vol. 2
- 2018: Creed II
- 2019: Rambo: Last Blood
- 2024: Armor